# François Daniel Polluche
François Daniel Polluche est un homme politique français né le 9 mars 1769 à Orléans (Loiret) et mort à une date inconnue.

## Biographie
François Daniel Polluche est le fils de Claude Polluche de la Tour, syndic receveur d'Orléans, et de Marie-Anne Bruère, ainsi que petit-fils de l'antiquaire Daniel Polluche (1689-1768). 
Avocat, il est employé dans l'armée des côtes de Brest de 1793 à 1796, puis devient surnuméraire de l'enregistrement et enfin secrétaire général de la préfecture du Finistère en 1801, poste qu'il conserve jusqu'à la fin du Premier Empire. Destitué par les Bourbons en 1814, il est député du Finistère en 1815, pendant les Cent-Jours.

## Sources
- « François Daniel Polluche », dans Adolphe Robert et Gaston Cougny, Dictionnaire des parlementaires français, Edgar Bourloton, 1889-1891 [détail de l’édition]